# لويس فيليب (صحفي)
لويس فيليب (بالفرنسية: Louis Philippe)‏ هو صحفي وكاتب أغاني فرنسي، ولد في 24 يونيو 1959 في Yvetot ‏ في فرنسا.

## وصلات خارجية
- الموقع الرسمي
- لويس فيليب على موقع ميوزك برينز (الإنجليزية)
- لويس فيليب على موقع ديسكوغز (الإنجليزية)